# ۸ ژوئن
۸ ژوئن در تقویم گرگوری، صد و پنجاه و نهمین (در سال‌های کبیسه صد و شصتمین) روز سال است. ۲۰۶ روز تا پایان سال باقی است.

## رویدادها
- ۶۸ - سنای روم گالبا را به امپراتوری منصوب کرد.
- ۱۰۴۲ - ادوارد خستو به پادشاهی انگلستان رسید.
- ۱۱۹۱ - ریچارد اول ملقب به ریچارد شیردل، پادشاه انگلستان به عکا رسید تا جنگ‌های صلیبی آغاز شود.
- ۱۹۴۱ - در جریان جنگ دوم جهانی متفقین به سوریه و لبنان یورش بردند.

## زادروزها
- ۱۶۷۱ - توماسو آلبینونی، موسیقیدان و آهنگساز اهل ایتالیا.
- ۱۸۱۰ - روبرت شومان، موسیقیدان، آهنگساز و نوازنده پیانو اهل آلمان.
- ۱۹۰۳ - مارگریت یورسنار، رمان‌نویس و نمایشنامه‌نویس، شاعر و پژوهشگر فرانسوی.
- ۱۹۱۶ - فرانسیس کریک، کاشف ساختار دی‌ان‌ای و برنده جایزه نوبل فیزیولوژی و پزشکی.
- ۱۹۴۰ - نانسی سیناترا، خواننده، بازیگر و نویسندهٔ اهل آمریکا.
- ۱۹۷۷ - کانیه وست، خواننده و رپر اهل آمریکا
- ۱۹۸۴ - خاویر ماسچرانو، بازیکن فوتبال اهل کشور آرژانتین

## درگذشت‌ها
- ۶۳۲ - محمد بن عبدالله، پیامبر اسلام
- ۱۸۰۹ - توماس پین، روشنفکر انقلابی انگلیسی
- ۱۸۷۶ - ژرژ ساند ، نویسنده
- ۱۹۶۹ - رابرت تیلور، هنرپیشه اهل آمریکا
- ۱۹۷۰ - آبراهام مزلو، روانشناس اهل آمریکا

## مناسبت‌ها
- روز جهانی تومور مغزی
- روز جهانی اقیانوس‌ها